# Regionalwahl in den Abruzzen 1980
Die Regionalwahl in den Abruzzen 1980 fand am 8. und 9. Juni statt.

## Wahlergebnis
| Listen            | Listen                                        | Stimmen   | %    | Mandate |
| ----------------- | --------------------------------------------- | --------- | ---- | ------- |
|                   | Democrazia Cristiana                          | 355.246   | 45,8 | 20      |
|                   | Partito Comunista Italiano                    | 213.823   | 27,6 | 12      |
|                   | Partito Socialista Italiano                   | 84.132    | 10,8 | 4       |
|                   | Movimento Sociale Italiano – Destra Nazionale | 45.669    | 5,9  | 2       |
|                   | Partito Socialista Democratico Italiano       | 35.605    | 4,6  | 1       |
|                   | Partito Repubblicano Italiano                 | 18.976    | 2,4  | 1       |
|                   | Partito Liberale Italiano                     | 11.496    | 1,5  | –       |
|                   | Partito di Unità Proletaria per il Comunismo  | 9.916     | 1,3  | –       |
|                   | Partito Progressista d’Abruzzo                | 1.256     | 0,2  | –       |
| Gesamt            | Gesamt                                        | 776.119   | 100  | 40      |
|                   |                                               |           |      |         |
| Ungültige Stimmen | Ungültige Stimmen                             | 51.701    | 6,2  |         |
| Wähler            | Wähler                                        | 827.820   | 82,3 |         |
| Wahlberechtigte   | Wahlberechtigte                               | 1.006.002 |      |         |